# Gilbert Lévy
 (novembre 2024).
Pour les articles homonymes, voir Lévy.
Gilbert Lévy est un acteur, metteur en scène et directeur artistique français, né le 20 novembre 1949 à Tunis (Tunisie).
Essentiellement actif dans le doublage, il est surtout connu pour son interprétation de nombreux personnages dans la version française de la série d'animation Les Simpson tels que Moe Szyslak, Lenny, Willie le jardinier, le professeur Frink ou Cletus. Il double également plusieurs personnages de la série South Park, notamment Jimbo, Jimmy ou encore M. Mackey et interprète la chanson du générique. Il est aussi la voix du personnage Harvey Bullock dans la série d'animation Batman de 1992 ainsi que dans d'autres dessins animés.
Il est également la voix française régulière des acteurs anglophones Colm Meaney, Randy Quaid et David Paymer.

## Biographie
Gilbert Lévy est né le 20 novembre 1949 à Tunis dans le protectorat français de Tunisie, il est issu d'une famille juive.
Gilbert Lévy est capable d'adopter différents timbres de voix et accents pour doubler de multiples personnages sur une même série. Il est notamment prolifique sur des séries animées comme Les Simpson, South Park ou plus récemment sur Dragon Ball Z Kai et Dragon Ball Super. Sur ces deux dernières séries, il reprend plusieurs rôles du défunt Pierre Trabaud, comme Tortue Géniale, le Kaiō du Nord, Burter et Vieux Kaioshin.
Il est le père de Yohan Lévy qui est aussi comédien de doublage.

## Théâtre

### Metteur en scène
- 1985 : Sainte Escroque de Patrick Gazel, mise en scène de lui-même, Théâtre Grévin (Paris)

#### Assistant à la mise en scène
- 1980 : Une drôle de vie de Brian Clark, mise en scène de Michel Fagadau, Les Célestins (Lyon)

## Filmographie

### Cinéma
- 1979 : Le Coup de sirocco
- 1982 : Le Grand Pardon
- 1997 : La Vérité si je mens ! de Thomas Gilou : le beau-frère de Victor
- 2000 : Cours toujours de Dante Desarthe : Maurice
- 2004 : Confusion
- 2004 : Mariage mixte d'Alexandre Arcady
- 2006 : Je me fais rare
- 2006 : The Lost : le Détective Charlie Schilling (Michael Bowen)
- 2010 : Comme les cinq doigts de la main d'Alexandre Arcady

### Télévision
- 2000 : Julie Lescaut, épisode 4 saison 9, L'inconnue de la nationale de Daniel Janneau : capitaine Maroussi
- 2002 : Commissaire Moulin, saison 6 épisode Tensions : Konchev
- 2002 :  Les Enquêtes d'Éloïse Rome, épisode D'une valeur inestimable : père Charlène
- 2005 :  Trois femmes flics, épisode Qui se ressemble... : Émile
- 2006 : Le Bureau, saison 1 : Claude Gautier
- 2007 : Avocats et Associés : le juge Monnier

### Internet
- 2012 : Dedans Allociné : Gilbert

## Doublage

### Cinéma

#### Films
- Colm Meaney dans (8 films) :
  - Piège en haute mer (1992) : Doumer
  - Horizons lointains (1992) : Kelly
  - Aux bons soins du docteur Kellogg (1994) : Dr Lionel Badger
  - La Guerre des boutons, ça recommence (1994) : le père de Geronimo
  - Four Days (it) (1999) : Fury
  - Que justice soit faite (2009) : l'inspecteur Dunnigan
  - The Damned United (2009) : Don Revie
  - The Banker (2020) : Patrick Barker
- David Paymer dans (6 films) :
  - Mr. Saturday Night (1992) : Stan
  - Le Président et Miss Wade (1995) : Leon Kodak
  - Mon ami Joe (1999) : Harry Ruben
  - Payback (1999) : Arthur Stegman
  - Joe et Max (en) (2002) : Joe Jacobs
  - Bernadette a disparu (2019) : Jay Ross
- Randy Quaid dans (5 films) :
  - Le Journal (1994) : Michael McDougal
  - Independence Day (1996) : Russell Casse
  - Pluie d'enfer (1998) : le shérif
  - Les Aventures de Rocky et Bullwinkle (2000) : Cappy Von Trapment
  - Black Cadillac (en) (2003) : Charlie
- Richard Riehle dans :
  - Le Grand Stan (2008) : Juge Perry
  - Halloween 2 (2009) : Buddy, le gardien de nuit
  - Bad Ass (2012) : le père Miller
- Tracey Walter dans :
  - Batman (1989) : Robert « Bob » Hawkins, le bras droit du Joker
  - Le Silence des agneaux (1991) : Lamar
- Stephen Root dans :
  - Ghost (1990) : le sergent de police
  - RoboCop 3 (1993) : Coontz
- Tobin Bell dans :
  - Malice (1993) : Earl Leemus
  - Dans la ligne de mire (1993) : Mendoza
- Martin Ferrero dans :
  - Jurassic Park (1993) : Donald Gennaro
  - Get Shorty (1995) : Tommy Carlo
- Jon Lovitz dans :
  - Une fille qui a du chien (1999) : l'oncle Harry Briggs
  - Destination: Graceland (2001) : Jay Peterson
- Wallace Shawn dans :
  - Le Book Club (2018) : Derek
  - Timmy Failure : Des erreurs ont été commises (en) (2020) : M. Crocus
- 1941[n 1] : Shanghaï : De Micheaux (Jean De Briac)
- 1977[n 2] : Star Wars, épisode IV : Un nouvel espoir : Red Leader (Drewe Henley)
- 1985 : Les Goonies : voix additionnelles
- 1986 : Stand by Me : un spectateur au concours de mangeur de tartes [Qui ?]
- 1987 : L'Arme fatale : le sergent Michael McCaskey (Jack Thibeau)
- 1988 : Qui veut la peau de Roger Rabbit : Greasy (Charles Fleischer) (voix)
- 1988 : Le Blob : le shérif-adjoint William « Bill » Briggs (Paul McCrane)
- 1988 : Beetlejuice : le mort vivant fumeur [Qui ?]
- 1988 : Bird : Sid (John Witherspoon)
- 1989 : Indiana Jones et la Dernière Croisade : le sultan (Alexei Sayle)
- 1989 : L'Arme fatale 2 : Mickey McGee, le charpentier (Jack McGee)
- 1989 : Retour vers le futur 2 : Terry (Charles Fleischer)
- 1989 : Tango et Cash : Slinky (Clint Howard)
- 1989 : Always : voix additionnelles
- 1989 : Chérie, j'ai rétréci les gosses : le policier [Qui ?]
- 1990 : Total Recall : l'officier de l'immigration (Ken Strausbaurgh)
- 1990 : Arachnophobie : Jerry Manley (Mark L. Taylor)
- 1991 : JFK : Lee Bowers (Pruitt Taylor Vince)
- 1991 : Terminator 2 : Le Jugement dernier : le gardien Lewis (Don Stanton)
- 1991 : Hook ou la Revanche du capitaine Crochet : un pirate [Qui ?]
- 1991 : Quoi de neuf, Bob ? : Carswell Fensterwall (Brian Reddy)
- 1991 : Billy Bathgate : Dixie Davis (Timothy Jerome)
- 1991 : Backdraft : Grindle (Cedric Young)
- 1992 : Beethoven : le sans-domicile-fixe (Craig Pinkard)
- 1992 : Sang chaud pour meurtre de sang-froid : Alan Lowenthal (Robert Harper)
- 1992 : Cool World : Bob (Candi Milo) (voix)
- 1992 : L'Arme fatale 3 : Tyrone (Gregory Millar)
- 1992 : Sidekicks : Horn (Richard Moll)
- 1992 : Maman, j'ai encore raté l'avion ! : un SDF juin 2023[Qui ?]
- 1993 : True Romance : le capitaine Quiggle (Ed Lauter)
- 1993 : Pas de vacances pour les Blues : M. Ferderber (Saul Rubinek)
- 1993 : La Leçon de piano : voix additionnelles
- 1993 : Alien 3 : William (Clive Mantle)
- 1993 : Un monde parfait : Bob Fielder (John M. Jackson)
- 1993 : Le Fugitif : le flic de Chicago (Miguel Nino)
- 1993 : La Liste de Schindler : Wilhelm Nussbaum (Michael Gordon)
- 1994 : Les Évadés : Ernie (Joseph Ragno), Snooz (David Proval) et Ned Grimes (Ken Magee)
- 1994 : Terrain miné : Silook (Chief Irvin Brink)
- 1994 : Chungking Express : le propriétaire du petit restaurant [Qui ?]
- 1994 : Forrest Gump : le chauffeur de taxi (Michael Mattison)
- 1994 : Entretien avec un vampire : voix additionnelles
- 1994 : La Surprise : l'officiel de la ville (James Kisicki)
- 1994 : Star Trek : Générations : le commandeur Pavel Chekov (Walter Koenig)
- 1995 : Congo : Eddie Ventro (Joe Pantoliano)
- 1995 : Casper : le fantôme Crado (Joe Alaskey) (voix)
- 1996 : Au revoir à jamais : Jack le borgne (Joseph McKenna)
- 1996 : Les Fantômes du passé : Jim Kitchens (Bill Smitrovich)
- 1997 : Le Monde perdu : Jurassic Park : Ajay Sidhu (Harvey Jason)
- 1997 : Men in Black : le remorqueur de la fourrière et le réceptionniste à la morgue (David Cross)
- 1997 : Le Pacificateur : Costello (Louis Mustillo)
- 1997 : Titanic : un steward retenant la sortie des 3e classe [Qui ?]
- 1997 : Batman et Robin : Dr Lee (Michael Paul Chan)
- 1997 : L.A. Confidential : l'archiviste du commissariat
- 1998 : Susan a un plan : le concessionnaire (Robert Harvey)
- 1998 : Dix Bonnes Raisons de te larguer : Walter Stratford (Larry Miller)
- 1998 : Deep Impact : Dr Marcus Wolf (Charles Martin Smith)
- 1998 : Waterboy : Jim Simonds (Kevin P. Farley)
- 1999 : eXistenZ : D'Arcy Nader (Robert Silvermann)
- 1999 : Jugé coupable : Atkins (Danny Kovacs)
- 1999 : Mystery Men : un présentateur radio [Qui ?]
- 1999 : Les Rois du désert : Kaied (Qaeed Al Nomani)
- 1999 : Allergique à l'amour (en) : le juge (Luis Avalos)
- 2001 : L'Amour extra-large : un serveur (John-Eliot Jordan)
- 2002 : Ballistic : Julio Martin (Miguel Sandoval)
- 2002 : Kung Pow : Maître Tang (Hui Lou Chen)
- 2003 : Les Looney Tunes passent à l'action : Nasty Canasta (Jeff Bennett) (voix)
- 2003 : La Ligue des gentlemen extraordinaires : voix additionnelles
- 2004 : Harry Potter et le Prisonnier d'Azkaban : un nain [Qui ?]
- 2004 : Starsky et Hutch : voix additionnelles
- 2005 : Burt Munro : Duncan (Greg Johnson)
- 2005 : Appelez-moi Kubrick  : voix additionnelle
- 2006 : Man of the Year : Eddie Langston (Lewis Black)
- 2007 : Mère-fille, mode d'emploi : M. Wells (Paul Williams)
- 2008 : Sleepwalking : Will (Callum Keith Rennie)
- 2008 : Le Grand Stan: Tubby (Dan Haggerty)
- 2009 : Transformers 2 : Skids (Tom Kenny) (voix)
- 2009 : Les Anges de Boston 2 : le chef (Richard Fitzpatrick)
- 2009 : In the Air : l’un des licenciés
- 2010 : Takers : le chef Duncan (Glynn Turman)
- 2011 : Au bout de la nuit 2 : le sergent Harrison Clark (Jack Moore)
- 2011 : Les Winners : Leo Peuplier (Burt Young)
- 2012 : Prof poids lourd : Miguel (Shelly Desai)
- 2012 : The Dictator : le patient dit « sero-aladeen » [Qui ?]
- 2013 : Apprenti Gigolo : le chef Rebbe (David Margulies)
- 2013 : Machete Kills : Grasa (Pablo Esparza)
- 2013 : Clear History : McKenzie (Philip Baker Hall)
- 2013 : Inferno : Boss Suen (Shiu Hung Hui)
- 2015 : Gridlocked : Ed (Dwayne McLean)
- 2015 : The Age of Adaline : le chauffeur de taxi (Fulvio Cecere)
- 2016 : Railroad Tigers : Feng Banxian (Yunwei He)
- 2017 : City of Tiny Lights : Farzad Akhtar (Roshan Seth)
- 2017 : Confident royal : Arthur Bigge (Robin Soans)
- 2017 : Opération Beyrouth : voix additionnelles
- 2017 : Little Evil : le clown à l'anniversaire (Schuyler White)
- 2018 : Moi, belle et jolie : l'employé du pressing (Tony Viveiros)
- 2018 : Carnage chez les Puppets : un puppet [Qui ?] (voix)
- 2018 : Little Italy : Johnny G (Richard Zeppieri)
- 2020 : Birds of Prey et la fantabuleuse histoire de Harley Quinn : le routier [Qui ?]
- 2023 : Le Remède à l'oubli : ? ( ? )
- 2024 : Ricky Stanicky : le rabbin Greenberg (Jeff Ross)

#### Films d'animation[4]
- 1984 : Lamu : Un rêve sans fin : le professeur
- 1988 : Akira : Ryu
- 1989 : Astérix et le Coup du menhir : voix additionnelles
- 1992 : Porco Rosso : Gang des Mama Aiuto
- 1993 : Wallace et Gromit : Un mauvais pantalon : Wallace
- 1993 : Batman contre le fantôme masqué : Inspecteur Harvey Bullock
- 1995 : Dingo et Max : le principal Mazur
- 1995 : Toy Story : Garde robotique
- 1995 : Balto : Muk et Luk
- 1998 : Scooby-Doo sur l'île aux zombies : patron de l'aéroport
- 1998 : Batman et Mr. Freeze : Subzero : Inspecteur Harvey Bullock
- 1999 : South Park, le film : M. Mackey, Oncle Jimbo, voix diverses
- 2001 : Bécassine et le Trésor viking : Gari
- 2002 : Hé Arnold !, le film : Général Dick Horowitz
- 2002 : Le Voyage de Chihiro : Aogaeru
- 2002 : La Planète au trésor : Un nouvel univers : Corps du pirate tête
- 2003 : Les Enfants de la pluie : Solon
- 2007 : Les Simpson, le film : Moe, Lenny, Willie, Frink, Cletus, Carl, le vendeur à la tombola
- 2008 : Garfield, Champion du Rire : Elie, voix additionnelles
- 2009 : La Légende de Despereaux : Lester
- 2009 : Monstres contre Aliens : Gallaxhar
- 2011 : Lego Star Wars : La Menace Padawan : le chancelier Palpatine, George Lucas, voix additionnelles
- 2012 : Fairy Tail : La Prêtresse du Phœnix : Makarof
- 2014 : La Grande Aventure Lego : Albus Dumbledore
- 2016 : Zootopie : Gidéon Grey adulte
- 2016 : Batman : Le Retour des justiciers masqués : le Pingouin
- 2017 : Zombillénium : Aton Noudjemet
- 2017 : Batman vs Double-Face : le Pingouin
- 2017 : Lego Batman, le film : des policiers
- 2018 : Scooby-Doo et Batman : L'Alliance des héros : Harvey Bullock
- 2018 : Batman Ninja : le Pingouin
- 2018 : Mutafukaz : Pr Fagor et le présentateur du journal
- 2019 : Batman vs. Teenage Mutant Ninja Turtles : le Pingouin
- 2019 : Lego DC Batman : Une histoire de famille : le Pingouin
- 2021 : Nos mots comme des bulles : Akiko Fujiyama
- 2022 : Batman and Superman: Battle of the Super Sons : le Pingouin
- 2023 : Miraculous, le film : Maître Fu
- 2023 : L'Étrange Noël du Petit Batman : le Pingouin[n 3]
- 2024 : Baki Hanma vs Kengan Ashura : Metsudo Katahara

### Télévision

#### Téléfilms
- 1998 : Tout seul en hiver : le père de Petit Bec (téléfilm d'animation)
- 2012 : Mauvaise Influence : Donald Mojan (Jay Brazeau)
- 2013 : Portrait d'un meurtrier : Hartmut Ille (Alexander Held)
- 2017 : Le fiancé de glace : Alan et Herb
- 2017 : Noël au pays des jouets : Roy Barnes (Billy Gardell)
- 2019 : La vie secrète de mon mari : Wong (Cary-Hiroyuki Tagawa)
- 2020 : Maman ne te fera aucun mal : Dr Harford (Paul Tigue)

#### Téléfilms d'animation
- 2008 : Garfield, champion du rire : Elie, voix additionnelles
- 2009 : Super Garfield : Elie, voix additionnelles

#### Séries télévisées
- David Paymer dans (8 séries) :
  - Line of Fire (2003-2004) : Jonah Malloy (13 épisodes)
  - Into the West (2005) : Daniel Royer (mini-série, épisode 6)
  - Ghost Whisperer (2006) : Adam Godfrey (saison 2, épisode 5)
  - New York, unité spéciale (2010) : Dr Stephen Elroy (saison 11, épisode 22)
  - Pure Genius (2017) : Douglas Prescott (épisode 10)
  - La Fabuleuse Madame Maisel (2017) : Harry Drake (1re voix, saison 1)
  - Brooklyn Nine-Nine (2019) : Dr William Tate (saison 6, épisode 11)
  - Briarpatch (2020) : Jimmy Jr (3 épisodes)
- Geoffrey Cantor (en) dans (7 séries) :
  - Kill Point : Dans la ligne de mire (2007) : Abe Sheldon
  - Damages (2012) : Clark Reinsdorf (2 épisodes)
  - Person of Interest (2013) : Sebastian Alta (saison 2, épisode 7)
  - Double Jeu (2013) : Tom Vanderfield (5 épisodes)
  - Zero Hour (2013) : Pr Challis (épisode 7)
  - Madam Secretary (2016) : Tom Murphy (saison 3, épisode 3)
  - Bull (2018) : Dr Kulkarni (saison 2, épisode 18)
- Colm Meaney dans :
  - Scarlett (1994) : Père Colum O'Hara (mini-série)
  - New York, section criminelle (2005) : le juge Harold Garrett (saison 5, épisodes 6 et 7)
  - Men in Trees : Leçons de séduction (2007) : Bob O'Donnell (saison 1, épisode 17 puis saison 2, épisode 6)
- Wallace Shawn dans :
  - Life in Pieces (2016) : Samuel (saison 2, épisode 3)
  - Graves (2017) : Jeffrey North (3 épisodes)
  - New York, unité spéciale (2018) : Benjamin Edelman (saison 20, épisode 10)
- David Brisbin dans :
  - Urgences (1997-2001) : Dr Alexander Babcock (19 épisodes)
  - Preuve à l'appui (2002) : Everett Sloane (saison 2, épisode 3)
- Michael Kostroff dans :
  - Veronica Mars (2005-2006) : Samuel Pope (3 épisodes)
  - The Closer : L.A. enquêtes prioritaires (2006) : Dr Aaron Sands (saison 2, épisode 9)
- Bob Glouberman (en) dans :
  - Arrested Development (2005-2013) : David (4 épisodes)
  - The League (2014-2015) : Lipscombe (3 épisodes)
- Ken Lerner dans :
  - US Marshals : Protection de témoins (2011) : Hal Alpert (3 épisodes)
  - Feud (2017) : Marty (3 épisodes)
- Andrew Daly dans :
  - The League (2013-2014) : Ethan Coque (saison 5, épisode 4 et saison 6, épisode 4)
  - Grandfathered (2015) : Bruce (3 épisodes)
- Arthur Darbinyan dans :
  - True Detective (2015) : Leonid (3 épisodes)
  - For the People (2018-2019) : Sam Simmons (6 épisodes)
- Jon Lovitz dans :
  - Hawaii 5-0 (2015) : Barry Burns (saison 5, épisodes 17 et 21)
  - The Cool Kids (en) (2019) : Kip Samgood (épisode 22)
- Michael Gaston dans :
  - Le Maître du Haut Château (2015-2018) : Mark Sampson (13 épisodes)
  - Designated Survivor (2016) : le gouverneur John Royce (saison 1, épisodes 2 et 4)
- Derek McGrath (en) dans :
  - Beauty and the Beast (2015) : Priest (saison 3, épisode 8)
  - Good Doctor (2021) : Artie Hill (saison 4, épisode 17)
- Pete Burris dans :
  - Outcast (2016-2017) : l'officier Lenny Ogden (saison 1, épisode 1 et saison 2, épisode 1)
  - Bluff City Law (2019) : le général Harlan Ardmore (épisode 8)
- 1983 : Starsky et Hutch : Monty Vorhees (Stan Ross) (saison 1, épisode 23)
- 1985 : L'Homme qui tombe à pic : l'homme de main (Ron Perlman) (saison 4, épisode 21)
- 1987[5] / 1994 : Mariés, deux enfants : Happy (J. J. Johnston) (saison 1, épisode 12) / Burglar (Randall Cobb) (saison 7, épisode 20)
- 1992 : Alerte à Malibu : le shérif Chen (Jim Ishida) (saison 3, épisodes 1 et 2)
- 1993 : Le Rebelle : Adjoint Hampton (Michael Milhoan) (saison 1, épisodes 2) / le magasinier (John Hurley) (saison 1, épisode 5) / T-Bone (Don Swayze (en)) (saison 1, épisode 11) / le shérif Don Mackey (Duke Stroud) (saison 2, épisode 2) / le patron du restaurant (Mark Anthony) (saison 2, épisode 5) / un officier (Carlos Carrasco) (saison 2, épisode 5) / Steve Harris (Stephen Nichols) (saison 2, épisode 7)
- 1994 : Loïs et Clark : Les Nouvelles Aventures de Superman : Vincent Winninger (Elliott Gould) (saison 1, épisode 13)
- 1995-1999 : Babylon 5 : l'ambassadeur Londo Mollari (Peter Jurasik) (110 épisodes)
- 1996 : Diagnostic : Meurtre : Raymond Bergman (Matthew Faison) (saison 3, épisode 18)
- 1999 : New York 911 : le clown (Dan Moran) (saison 1, épisodes 1 et 3)
- 2000 / 2006 : Urgences : Terry Waters (Mitch Pileggi) (saison 6, épisode 17)/ M. Ottley (Alan Wilder (en)) (saison 12, épisode 19)
- 2002 : Firefly : Adelai Niska (Michael Fairman) (épisodes 2 et 10)
- 2004-2009 : Larry et son nombril : Dr Morrison (Philip Baker Hall) (saison 4, épisode 1 et saison 7, épisode 4)
- 2004-2009 : Battlestar Galactica : Leoben Conoy/Numéro 2 (Callum Keith Rennie) (20 épisodes)
- 2005 : Kelsey Grammer Présente Le Sketch Show : personnages variés (Kelsey Grammer)
- 2005-2013 : Arrested Development : Trevor (Dave Thomas) (5 épisodes) / Emmett Richter (Andy Richter) (8 épisodes)
- 2007-2016 : Supernatural : Max Alexander (Forbes Angus) (saison 3, épisode 3 et saison 9, épisode 5) / Ed Stoltz (Serge Houde) (saison 8, épisode 15) / Wayne McNut (John Trottier) (saison 9, épisode 13) / le prêtre (Guyle Fraiser) (saison 9, épisode 14) / le shérif Corcoran (Peter Anderson) (saison 10, épisode 15) / Joe Cochran (Andy Maton) (saison 11, épisode 19)
- 2008-2011 : East West 101 : Mick Deakin (Richard Carter) (5 épisodes)
- 2009 : Inspecteur George Gently : M. Aldberton (Steven Hillman) (saison 2, épisode 3)
- 2010 : Musée Éden : Coroner Boutet (Benoît Brière) (8 épisodes)
- 2010 : Trois Bagues au doigt : ? (?) (mini-série)
- 2011 : New York, unité spéciale : Phil (Michael Cullen) (saison 12, épisode 24)
- 2011 : Les Experts : Miami : Allen Hillington (Michael Dempsey) (saison 9, épisode 22)
- 2011 : MI-5 : Ant Rashaida (Chu Omambala) (saison 10, épisode 4)
- 2011 : Ma femme, ses enfants et moi : le juge Oakes (Sinbad) (saison 2, épisode 13)
- 2011 : Traffic Light : Harvey (Larry Wilmore) (épisodes 7 et 9)
- 2012 : The Finder : Barry Verlinger (Rick Zieff) (épisode 4) / Pete Steck (M. C. Gainey) (épisode 7)
- 2012 : Unforgettable : l'inspecteur Jim Kelly (Malachy Cleary) (saison 1, épisode 5)
- 2012 : Warehouse 13 : lui-même (Lester Holt) (saison 4, épisode 1) / Leonard (Brian Young) (saison 4, épisode 3)
- 2012 : Hot in Cleveland : Clark (Curtis Armstrong) (saison 3, épisodes 12 et 13)
- 2012 : Sinbad : le capitaine d'Akbari (George Rossi) (épisode 5) / le professeur principal (Harry Borg) (épisode 7)
- 2012 : Burn Notice : Quinn (R. D. Call) (saison 6, épisode 8)
- 2012-2013 : Boardwalk Empire : Scotty Gulliver (John Harrington Bland) (5 épisodes)
- 2012 / 2016 : Les Enquêtes de Murdoch : Stanley Faber (Cliff Saunders) (saison 5, épisode 7 et saison 10, épisode 8)
- 2013 : Mob City : le maire Fletcher Bowron (Gregory Itzin) (6 épisodes)
- 2013 : Raising Hope : Rabbi Zwerin (Jason Kravits) (saison 3, épisode 21)
- 2014 : Les Mystères de Haven : Mitchell (Paul Braunstein) (3 épisodes)
- 2014 : Rake : le juge Rutchland (Bill Cobbs)
- 2014 : Meurtres au paradis : Leo Pascal (Adrian Scarborough) (saison 3, épisode 3)
- 2014 : The Honourable Woman : Judah Ben-Shahar (Nicholas Woodeson) (mini-série)
- 2014 : Remedy : Richard (Jason Weinberg) (saison 1, épisode 2)
- 2015 : Brotherhood : Aidan Barrett (Charles Lawson (en)) (épisode 8)
- 2015 : Minority Report : Rutledge (Michael Copeman) (épisode 1)
- 2015 : Brooklyn Nine-Nine : le shérif Grant Knox (Dan Cole) (saison 2, épisode 22) et le chef Garmin (Tim Powell) (saison 3, épisodes 2 et 4)
- 2015 : Black Sails : l'amiral Hennessey (Greg Melvill-Smith) (saison 2, épisodes 2 et 5)
- 2015-2023 : Fear the Walking Dead : Daniel Salazar (Rubén Blades) (82 épisodes)
- depuis 2015 : Brokenwood : le révérend Lucas Greene (Roy Ward)
- 2016 : The Night Manager : L'Espion aux deux visages : Omar Barghati (Nasser Memarzia)
- 2016 : Tyrant : Abd Aziz (Joseph Long) (9 épisodes)
- 2016 : Luke Cage : le lieutenant Perez (Manny Perez) (3 épisodes)
- 2016 : Castle : le sergent Joseph Ortiz (Michael Bowen) (saison 8, épisode 15)
- 2016 : Cuatro estaciones en La Habana : Antonio Rangel (Enrique Molina) (mini-série)
- 2016 : Night Shift : Jorge (Emilio Rivera) (saison 3, épisode 3)
- 2016 : Esprits criminels : Isaac Henri (Tudor Munteanu)  (saison 11, épisode 20)
- 2016 : Les Voyageurs du temps : M. Morrissy (Pat Smith) (saison 1, épisode 8)
- 2016-2017 : Graves : le sénateur Walsh (Robert Pine) (saison 1, épisode 1 et saison 2, épisode 1)
- 2017 : 24 Heures : Legacy : l'officier Paul Vernon (Bill Kelly) (épisodes 2 et 3)
- 2017 : Victoria : Sir James Clark (Robin Soans) (6 épisodes)
- 2017 : Scandal : le sénateur Michaels (David Bickford) (saison 7, épisode 1)
- 2017 : Cardinal : Francis (Lawrence Bayne) (3 épisodes)
- 2017 : Inspecteur Barnaby : Dhruv Varma (Simon Nagra) (saison 19, épisode 4)
- 2017 : Frankie Drake Mysteries : Morris Flynn (Sean Sullivan) (saison 1, épisode 1)
- 2017-2018 : Into the Badlands : Declan (Karl Shiels) (6 épisodes) / Ugo (Bosco Hogan (en)) (saison 3, épisode 7)
- 2017-2018 : The Walking Dead : Brion (Thomas Francis Murphy) (7 épisodes)
- 2018 : Le Protecteur d'Istanbul : Neşet Korkmaz (Yücel Erten) (saison 1, épisode 1)
- 2018 : False Flag : Gafni (Shmil Ben Ari) (8 épisodes)
- 2018 : Les Nouvelles Légendes du roi singe : Head Monk (Cameron Rhodes) (saison 1, épisodes 1 et 2)
- 2018-2019 : Succession : Dr Judith (John Rue) (saison 1, épisode 2 et saison 2, épisode 3)
- 2019 : Sneaky Pete : D.C. Doug (Jeff Ross) (4 épisodes)
- 2019 : Carlo et Malik : Elio Santagata (Roberto Citran)
- 2019 : Warrior : Bryon Mercer (Graham Hopkins) (6 épisodes)
- 2019 : Brigada Costa Del Sol (en) : l'inspecteur Cifu (Paco Marín) (11 épisodes)
- 2019 : Riviera : Periklis Apostolou (Peter Polycarpou) (3 épisodes)
- 2019 : Beecham House : Cool Chand (Kulvinder Ghir) (6 épisodes)
- 2019 : Les Carnets de Max Liebermann : le major Julius Reisinger (Johannes Krisch) (épisode 3)
- 2019 : Les Enquêtes de Vera : Frank Payne (Gerard Mcdermott) (saison 9, épisode 1)
- 2020 : Outmatched (en) : Jay Bennett (Tony Danza) (épisode 3)
- 2020 : Le Jeu de la dame : M. Bradley (Richard Waugh) (mini-série)
- 2020 : Bella da morire (it) : Micalin (Dino Spinella) (mini-série)
- 2020 : FBI : Howard Maybry (Adam Heller) (saison 2, épisode 13)
- 2021 : FBI: Most Wanted : Dean Charles Ferrin (J. T. O'Connor) (saison 2, épisode 4)
- 2021 : Zero : Sandokan (Frank Crudele) (4 épisodes)
- 2021 : Squid Game : un policier (Lee Dong-yong (ko)) (saison 1, épisode 2)
- 2021 : Docteure Doogie (en) : l'oncle John (Al Harrington) (saison 1)
- 2022 : Clark : Martinsson (Peter Apelgren) (mini-série)
- 2022 : Uncoupled : ? ( ? )
- 2022 : Bad Sisters : le Père O'Doyle (Gary Lilburn) (saison 1, épisode 1)
- 2022 : The Afterparty : le capitaine Albanese (Jim Hanna) (saison 1, épisode 7)
- 2022 : King of Stonks (de) : Christian (Joachim Król) (mini-série)
- 2022 : Pachinko : le pasteur Yoo (Woo Sang-jeon) (saison 1, épisode 8)
- 2022-2023 : Winning Time: The Rise of the Lakers Dynasty (en) : Chick Hearn (Spencer Garrett (en)) (17 épisodes)
- 2023 : Hunters : Géza Stammer (Vladimír Kulhavý) (saison 2, épisode 4)
- 2023 : The Exchange : le marchand de moutons [Qui ?] (épisode 3)
- 2023 : The Consultant : Frank Florez (Juan Carlos Cantu) (saison 1, épisode 5)
- 2023 : The Mandalorian : un seigneur de guerre (Jonny Coyne) (saison 3, épisode 7)
- 2023 : Transatlantique : ? ( ? ) (mini-série)
- 2023 : Hello Tomorrow! : Hartoonian (Adam LeFevre)
- 2023 : Song of the Bandits (en) : Hwang Sam-deok (Jeong In-gi (en)) (épisode 5)
- 2023 : Yu Yu Hakusho : Gonzō Tarukane [Qui ?]
- 2023 : Reacher : ? ( ? ) (saison 2)
- 2023 : Slow Horses : le docteur de Jackson Lamb (Simon Chandler) (saison 3, épisode 1) et le maître d'hôtel (Al Barclay) (saison 3, épisode 3)
- 2023 : Star Trek: Strange New Worlds : le commandant Buck Martinez (Clint Howard) (saison 2, épisode 8)

#### Séries d'animation
(octobre 2023).
- Les Chevaliers du Zodiaque : Hades (Arc Inferno) : Acheron le spectre passeur des enfers
- Taz-Mania : voix diverses
- Spirou : Rupert Von Schnabbel, Duplumier, Professeur Mc. Intoosh, Basile De Koch, Moreno, Dupilon
- Profession : critique : Franklin Sherman, l'employé du cinéma (qui vient voir Jay à la fin de chaque épisode), voix additionnelles
- Drôles de Monstres : Ickis
- Blake et Mortimer : Commissaire Pradier, Nasir, Ahmed Rassim Bey, Magon, Général Carpot (Le Secret de l'Espadon), voix additionnelles
- Sonic le Rebelle : Louvois
- Great Teacher Onizuka : Tadashi Sakurada
- Boogiepop Phantom : Morita, Père de Hisashi, Père de Saki
- Animaniacs : Tocard, Albert Einstein (épisodes 2 et 40)
- Futurama (saisons 4 et 5) : Kif Kroker, Richard Nixon, le Robot Hedonis
- Turbo Momies : Rak
- Drôles de petites bêtes : Patouch la mouche, Benjamin le lutin, Barnabé le scarabée
- One Piece : Hildon, Spoil, Tailleur Zombie (352-353),Père de Lina et Sayo, Panz Fry, Dagama (1re voix, épisodes 632 à 689)
- Frog et Fou Furet : Bayou Joe, le général Skud, le garde de la princesse, Maurice
- Les Frères Koalas : Archi
- Master Hamsters (en) : le vénérable
- Valérian et Laureline : Gork Yodol, voix additionnelles
- Commandant Clark : Porko
- Black Butler : Tanaka
- Dragon Ball Z Kai : Tortue Géniale, Maître Kaioh du Nord, Grand Doyen des Nameks, Apple, Burter, Guldo, Doyen Kaio Shin
- Fairy Tail : Makarof Drayer, Faust (roi d'Edolas)
- TUFF Puppy : le Chef, le Caméléon
- La Légende de Korra : Bumi
- Victory Kickoff : M. Momoyama
- Oncle Grandpa : Oncle Grandpa
- Sonic Boom : voix additionnelles
- Heidi : voix additionnelles
- Paprika : Podium
- depuis 1989 : Les Simpson : Moe, Lenny, Willie, Professeur Frink, Cletus, Eddie, Frank Grimes Jr,  Philip J. Fry, Professeur Hubert Farnsworth (épisode  Simpsorama), Pharrell Williams (épisode  Grand et Fort), voix additionnelles
- 1992-1995 : Batman, la série animée : inspecteur Harvey Bullock, Raz' Al Ghul (2e voix sur 5 - épisode La Quête du démon (2e partie))
- 1994[6] : Yū Yū Hakusho : Shinobu Sensui
- 1996-2004 : Hé Arnold! : M. Wittenberg et le père de Stinky
- 1997-1998 : Les Nouvelles Aventures de Batman : l'inspecteur Harvey Bullock
- 1997 : Superman, l'Ange de Metropolis : inspecteur Harvey Bullock (saison 2, épisode 16)
- depuis 1997 : South Park : oncle Jimbo, M. Mackey, Dr Mephisto, Jimmy Et voix additionnelles
- 1999-2000[7] : Excel Saga : Takahashi
- 2001 : Hellsing : le père d'Intégra, le curé (épisode 1)
- 2002-2003 : Gadget et les Gadgetinis : Fidget
- 2003-2004 : Fullmetal Alchemist : Dolchatte, Bydo, prisonnier 48 (petit frère), premier fils de Hohenheim (épisode 50)
- 2004-2006 : W.I.T.C.H. : Blunk
- 2005 : Trollz : Fizzy, Principal Trollercrombie, Surveillant Bras-de-Fer
- 2005-2007 : Bravo Gudule
- 2008-2016 : Garfield et Cie : Squeak, Prince et voix additionnelles
- 2009-2010 : Rudolf
- 2009-2011[8] : Sawako : Taisho
- 2009-2013 : Sally Bollywood : le principal Bobby Plantier et voix additionnelles
- 2011 : Kung Fu Panda : L'Incroyable Légende : Hong
- 2011-2012 : Angels : L'Alliance des anges : Gnosis (saison 2)
- 2011-2013 : Le Petit Prince : Laudion (épisodes Planète des Globus et Planète du Serpent)
- 2015-2018 : Dragon Ball Super : Doyen Kaio Shin (de l'univers 7), Maître Kaioh du Nord, Tortue Géniale, Botamo, le Grand Prêtre
- depuis 2015 : Miraculous : Les Aventures de Ladybug et Chat Noir : M. Damoclès, le garde du corps d'Adrien, André Bourgeois, Maître Fu, Bob Roth et Chris
- depuis 2016 : Bienvenue chez les Loud : Albert Loud dit « Papy » et M. Grouse (dans l'épisode Tout un roman)
- 2016-2018 : Skylanders Academy : Kaos
- 2019 : Levius : l'arbitre
- 2019-2023 : Kengan Ashura : Metsudo Katahara
- 2020 : The Midnight Gospel : Monsieur Lunettes
- 2020 : Jujutsu Kaisen : Jogo
- 2021 : DOTA: Dragon's Blood (en) : Tavernier
- 2021 : Queer Force : John
- 2022 : Thermae Romae Novae : le vieil homme
- 2022 : Spriggan (en) : Meyzel
- 2022 : Love After World Domination : le professeur Big Gelato
- 2022 : Bad Exorcist : voix additionnelles
- 2022 : Urusei Yatsura : le grand-père de Mendo
- depuis 2022 : Spy × Family : Evans
- 2023 : Valkyrie Apocalypse : voix additionnelles
- 2023 : Pluto : Wallace et divers personnages
- 2023 : Gustave : divers personnages (création de voix)
- 2023 : Onmyōji : Celui qui parle aux démons : un ministre
- 2024 : Rising Impact : Taizo Nanaumi
- 2024-2025 : Fairy Tail: 100 Years Quest : Makarof Drayer

### Jeux vidéo
- 1996 : NASCAR Racing 2 : la voix du spotter
- 1996 : Tomb Raider : Pierre Dupont, voix additionnelles
- 1996 : Titanic : Une aventure hors du temps : Charles Lambeth, Max Seidelmann
- 1996 : Toonstruck : L'Emouvantail, Ouaf, M. Schmalz
- 1997 : Diablo : Pépin le Guérisseur
- 1998 : Dune 2000 : diverses voix pour la Maison Harkonnen: (voix d'annonce des missions, de construction des bâtiments et véhicules, infanteries)
- 1999 : Star Wars, épisode I : La Menace Fantôme : Gungans, soldat blessé de Naboo, Porte de sécurité du capitaine Neg, Vek Drow, Grendel, le Vice-Roi Nute Gunray
- 2000 : De sang froid : Kostov
- 2000 : Tomb Raider : Sur les traces de Lara Croft : Pierre Dupont, Sergei Mikhailov
- 2001 : Jak and Daxter: The Precursor Legacy : Maire, Fermier
- 2001 : Star Wars: Galactic Battlegrounds : Capitaine Marsune
- 2002 : Harry Potter et la Chambre des Secrets (PC) : Dobby
- 2002 : Sly Raccoon : Murray & Raleigh
- 2002 : Scooby-Doo! : La Nuit des 100 Frissons : Alexander Graham et le gardien
- 2003 : Jak 2 : Hors-la-loi : Erol
- 2003 : Ratchet and Clank 2 : Fan et Illuminé
- 2003 : Runaway: A Road Adventure : Joshua, Roberto Sandretti
- 2003 : XIII : Docteur Johanson (numéro XX)
- 2004 : Jak 3 : Erol
- 2004 : Rocky Legends : le commentateur russe
- 2004 : Sly 2 : Association de voleurs : Murray
- 2004 : Splinter Cell: Pandora Tomorrow : civils Indonésiens
- 2005 : Crash Tag Team Racing : Ebenezer Von Clutch
- 2005 : Sly 3 : Murray
- 2006 : Runaway 2: The Dream of the Turtle : Joshua
- 2006 : Daxter : Osmo
- 2006 : The Legend of Spyro: A New Beginning : Volteer
- 2006 : Tom Clancy's Splinter Cell: Double Agent : voix additionnelles
- 2006 : Psychonauts : Dr. Loboto
- 2006 : Paraworld : Les Commerçants
- 2007 : Assassin's Creed : un marchand, Jubaïr Al Hakim et Abu'l-Nuqoud
- 2007 : The Legend of Spyro: The Eternal Night : Volteer
- 2008 : Dragon Age: Origins : le marchand avec son fils Sondal
- 2008 : Fable 2 : un villageois et un marchand
- 2008 : Fallout 3 : Allistair Tenpenny, les Mercenaires de la compagnie Talon, le Dr Lesko
- 2008 : Mass Effect : le conseiller Galarien originel
- 2008 : Rainbow Six: Vegas 2 : une partie des terroristes
- 2009 : League of Legends : Lyte, un des marchands de la carte « Abîme Hurlant »
- 2009 : Jak and Daxter: The Lost Frontier  : Voix secondaires
- 2009 : Assassin's Creed II : voix additionnelles
- 2009 : Runaway: A Twist of Fate  : Joshua, l'ami de Chapman tenant la station service
- 2009 : The Lapins Crétins : La Grosse Aventure : voix additionnelles
- 2010 : BioShock 2 : Gilbert Alexandre / Alexandre Le Grand
- 2010 : Fable 3 : divers personnages
- 2010 : Spider-Man : Dimensions : Le Vautour
- 2010 : Fallout: New Vegas : Dean Domino (DLC Dead Money)
- 2010 : Heavy Rain : Hassan, Paco Mendez
- 2010 : Just Cause 2 : Masayo Washio
- 2010 : Mass Effect 2 : le conseiller Galarien originel
- 2010 : Naughty Bear : Narrateur
- 2010 : World of Warcraft: Cataclysm : Gobelins et Nains
- 2010 : Assassin's Creed Brotherhood : voix additionnelles
- 2011 : Deus Ex: Human Revolution : Grayson et Anonymous X
- 2011 : Skylanders: Spyro's Adventure : Kaos
- 2011 : Star Wars: The Old Republic : divers personnages
- 2011 : Worms: Ultimate Mayhem : Tiggle Von Tigglewinks
- 2012 : Borderlands 2 : Annonceur (Fink's Slaughterhouse)
- 2012 : Diablo III : Shen le cupide (joailler)
- 2012 : Guild Wars 2: Path of Fire : Adepte Lucius Lamebigorne
- 2012 : Mass Effect 3 : Valern
- 2012 : Skylanders: Giants : Warnado, Kaos
- 2013 : Skylanders: Swap Force : Fire Kraken, Kaos
- 2013 : Sly Cooper : Voleurs à travers le temps : Murray
- 2013 : Sonic Lost World : Zazz
- 2013 : Sonic Dash : Zazz
- 2013 : Total War: Rome II : voix additionnelles
- 2013 : Metro: Last Light : le général Korbut et des survivants
- 2014 : Hearthstone: Heroes of Warcraft : Cartes "Garde de Baie-du-Butin" et "Mande-Corbeau"
- 2014 : Heroes of the Storm : Falstad
- 2014 : The Elder Scrolls Online : Haskill, Stibbons et plusieurs personnages
- 2014 : Sonic Boom : L'Ascension de Lyric : Tucker, Tortues secondaires, Pepper et Monsieur Castor
- 2015 : Dying Light : Karim travaillant pour Rais
- 2015 : Just Cause 3 : Le professeur Zeno Antitiquara
- 2015 : Fallout 4 : le grand confesseur Tektus, Mitch dans le DLC Far Harbor
- 2015 : Lego Jurassic World : Donald Gennaro
- 2015 : Skylanders: SuperChargers : Kaos
- 2015-2017 : Lego Dimensions : Willie le jardinier / Davros / Voleur (niveau 10 du mode histoire) et annonceur (tiré du jeu Gauntlet) / Albus Dumbledore / Jake le Chien / Le magicien Noir / Gnarlack / Un Gremlin / Gizmo
- 2015 : Assassin's Creed Syndicate : plusieurs Blighters, Templiers et policiers
- 2016 : Dishonored 2 : Hurleurs
- 2016 : Final Fantasy XV : Wiz Forlane, voix additionnelles
- 2016 : Mario et Sonic aux Jeux olympiques de Rio 2016 : Zazz
- 2016 : Skylanders: Imaginators : Kaos
- 2017 : Crash Bandicoot: N. Sane Trilogy : Dingodile, Dr N. Tropy
- 2017 : Assassin's Creed Origins : voix additionnelles
- 2017 : Lego Marvel Super Heroes 2 : le Bricoleur, Merlin, Throg
- 2018 : God of War : Brokkr
- 2018 : Call of Duty: Black Ops IIII  : Stanton Shaw
- 2018 : Lego DC Super-Villains : Toyman, voix additionnelles
- 2018 : Monster Hunter: World : le chef des botanistes (DLC The Witcher)
- 2019 : Mario et Sonic aux Jeux olympiques de Tokyo 2020 : Zazz
- 2019 : Age of Empires II: Definitive Edition : narrateur de la campagne de Gengis Khan, voix additionnelles.
- 2020 : The Last of Us Part II : voix additionnelles
- 2020 : Cyberpunk 2077 : plusieurs gardes
- 2021 : Les Gardiens de la Galaxie : voix additionnelles
- 2022 : Tiny Tina's Wonderlands : le grand schmountz, le roi Archisûr et voix additionnelles
- 2022 : God of War: Ragnarök : Brokkr
- 2023 : Hogwarts Legacy : L'Héritage de Poudlard : J. Pippin
- 2024 : Suicide Squad: Kill the Justice League : Gizmo
- 2024 : South Park: Snow Day! : Jimmy Valmer et Token Black
- 2024 : Miraculous : Paris Under Siege : le maire André Bourgeois

### Voix off
- NRJ (depuis 2025)
- Darty
- Les Brown : génération Alaska : Billy Brown (depuis 2014)

#### Documentaire
- 2023 : Gunther, le chien qui valait des millions : lui-même (Piero Salussolia)

### Direction artistique
Films
- 1995 : Casper (avec Jenny Gérard[9])
- 2004 : Casshern
- 2008 : Gomorra
- 2011 : Secteur 7
- 2015 : Adaline
- 2015 : Ava's Possessions (en)
- 2015 : Vendetta (en)
- 2017 : Little Evil
- 2018 : Le Paquet

Films d'animation
- 1992[10] : Le petit Punk (de)
- 1999 : South Park, le film
- 2001 : Bécassine et le Trésor viking
- 2003 : Les Enfants de la pluie
- 2017 : Zombillénium (avec Claire Beaudouin)

Téléfilms
- 2006 : La Chambre du fils
- 2008 : Mogadiscio, destination terreur
- 2010 : Un paradis à partager (it)

Séries télévisées
- 1952-1970[11] : Les Aventuriers du Far West
- 1992-1997 : Le Rebelle (avec Jean Droze et Vincent Violette)
- 1993-1997 : Diagnostic : Meurtre (saisons 1 à 4)
- 1993-1998 : Babylon 5 (avec Claude Cohen)
- 1994 : Les Anges gardiens (en)
- 1998-2009 : Urgences (saisons 5 à 15)
- 1999 : 2267, ultime croisade
- 2002 : L'Île de l'étrange
- 2003-2019 : Arrested Development
- 2004 : Epitafios
- 2005-2006 : Earl (saison 1)
- 2005-2006 : Commissaire Montalbano (saisons 5 et 6)
- 2006-2007 : The Nine : 52 heures en enfer
- 2007 : Kill Point : Dans la ligne de mire
- 2007-2011 : MI-5 (saisons 6 à 10)
- 2011 : Death Valley
- 2011-2013 : Supah Ninjas
- 2012 : Inside Men
- 2013-2014 : Sam et Cat
- 2015 : Minority Report
- 2015 : Brotherhood
- 2015 : Le Code du Tueur
- 2015-2019 : Into the Badlands
- 2015-2020 : Empire
- depuis 2019 : The Bay
- depuis 2021 : Les Émissaires (es) (avec Jean-Marc Delhausse)
- 2022 : Andropause

Séries d'animation
- 1994-1997 : Drôles de monstres
- 1994-1997 : Duckman
- 1995-1996 : Santo Bugito (en)
- 1995-1997 : Freakazoid!
- 1995-1998 : Minus et Cortex
- 1997-1998 : Blake et Mortimer
- 1997-1998 : Fennec
- 1997-… : South Park (premières saisons)
- 1999 : Princesse du Nil
- 1999 : Capitaine Fracasse
- 1999 : Pet Shop of Horrors (en)
- 1999 : Les Renés[12]
- 1999-2000 : Sabrina (avec Éric Peter)
- 2000 : Boogiepop Phantom
- 2002-2013 / 2023 : Futurama (saisons 4 à 7, avec Nicolas Larson en saison 8)
- 2003-2004 : Gungrave
- 2003-2006 : Frog et Fou Furet
- 2003-2007 : Les Frères Koalas
- 2004 : Paranoia Agent
- 2005-2010 : Foot 2 Rue (saisons 1 à 3)
- 2006 : Ergo Proxy
- 2007-2008 : 3-2-1 Pingouins !
- 2007-2008 : Valérian et Laureline
- 2007-2009 : Roary, la voiture de course
- 2008-2015 : Garfield et Cie
- 2009-2011 : Jewelpets, le royaume des bijoux
- 2009-2013 : Sally Bollywood
- 2009-2014 : Léonard
- 2010 : Commandant Clark
- 2011-2014 : Baskup - Tony Parker
- 2012-2016 : Le Ranch
- 2013-2014 : La Légende de Korra (saisons 2 à 4, avec Benoît Du Pac et Laurence Stévenne)
- 2013-2017 : Oncle Grandpa
- 2014-2015 : Foot 2 rue extrême
- 2015-2017 : Cochon Chèvre Banane Criquet
- 2017-2018 : Max et Maestro
- 2019 : Levius
- 2020 : The Midnight Gospel
- 2021 : Kayko et Kokosh (en)

Jeux vidéo
- 1996 : Diablo
- 1997 : Nuclear Strike
- 1997 : Les Chevaliers de Baphomet : Les Boucliers de Quetzalcoatl
- 1998 : ReBoot
- 2000 : Fear Effect

CD-ROM
- Drôles de petites bêtes (Gallimard)
- ParkCenter